# ラトミル・ドゥイコヴィッチ
ラトミル・ドゥイコヴィッチ（セルビア語: Ратомир Дујковић, ラテン文字転写: Ratomir Dujković、1946年2月24日 - ）は、セルビア（旧ユーゴスラビア）の元サッカー選手、サッカー指導者。ポジションはゴールキーパー。

## け
1960-70年代のレッドスター・ベオグラードのゴールマウスに君臨した守護神。ユーゴスラビア代表では1971年の4試合に出場した。引退後はGKコーチとしてレッドスターのUEFAチャンピオンズカップ 1990-91優勝に貢献した。

## 代表歴

### 試合数
- 国際Aマッチ 4試合 0得点（1971年）[2]

| ユーゴスラビア代表 | 国際Aマッチ | 国際Aマッチ |
| 年                 | 出場        | 得点        |
| ------------------ | ----------- | ----------- |
| 1971               | 4           | 0           |
| 通算               | 4           | 0           |